# 南達科他礦業及理工學院
南達科他礦業及理工學院（South Dakota School of Mines and Technology，簡稱：SDSM&T、Tech或Mines）是位於美國南達科他州拉皮德城的一所理工類公立大學，創立於1885年，當時稱達科他礦業學院（Dakota School of Mines），1943年2月改現名。2015年《美國新聞與世界報道》未將其列入排名中。

## 外部連結
- 官方网站
- South Dakota School of Mines and Technology Athletics（页面存档备份，存于）